# Rohayu
Rohayu is een bestuurslaag in het regentschap Sampang van de provincie Oost-Java, Indonesië. Rohayu telt 4194 inwoners (volkstelling 2010).